# Parc national de la Furna Feia
Le parc national de la Furna Feia (portugais : Parque Nacional da Furna Feia) est un parc national du Brésil situé dans l'État du Rio Grande do Norte.